# Classe Sa'ar VI
La classe Sa'ar VI est une classe de corvettes comprenant quatre navires de guerre. Ces bâtiments sont de fabrication allemande commandés pour la marine israélienne en mai 2015.

## Conception
La conception des navires est basée sur la classe Braunschweig mais avec des modifications techniques permettant d’adapter des capteurs et des missiles construits par Israël tels que le Barak 8 (en) et le système naval C-Dome (système d'interception d'obus et de roquettes) qui est la version navale du système Iron-Dome. 
Elbit Systems s'est vu attribuer le contrat de conception et de construction de la guerre électronique (GE) pour les navires. 
Les quatre navires sont construits en Allemagne dans le cadre d'un projet conjoint de la société allemande Naval Yards Holdings et de ThyssenKrupp Marine Systems. Le premier de la classe devrait être livré en 2019. Le coût de la construction est estimé à 1,8 milliard de shekels, soit environ 430 millions d'euros (480 millions de dollars). Israël assume les deux tiers du coût et le gouvernement allemand finance un tiers des coûts de construction des corvettes, comme pour la classe Dolphins.

## Caractéristiques
Les corvettes ont un déplacement de 2 000 tonnes et mesurent 90 m de long. Elles sont armées d'un canon principal Oto Melara de 76 mm, de deux stations d'armes Typhoon, de 32 cellules de lancement verticales pour les missiles sol-air Barak-8, du système de défense C-Dome - testé à partir de novembre 2022 du deuxième de la série, de 16 missiles anti-navires, du lanceur EL / M. -2248 radar AESA MF-STAR et deux lance-torpilles de 324 mm. Il dispose d'un hangar et d'une plate-forme pouvant accueillir un hélicoptère de classe moyenne SH-60. 
En 2018, il a été annoncé que les premières recrues avaient été sélectionnées pour servir sur les navires.

## Liste des navires
| Nom           | Lancement   | Livraison       | Mise en service  |
| ------------- | ----------- | --------------- | ---------------- |
| INS Magen     | 12 mai 2019 | 2 décembre 2019 | 11 novembre 2020 |
| INS Oz        |             |                 |                  |
| INS Atzmaut   | 2019        | 10 août 2021    | 23 avril 2023    |
| INS Nitzachon |             |                 | 2023             |

## Missions
L'une de leurs missions est de protéger les plates-formes de forage de gaz naturel en Méditerranée contre les menaces potentielles d'origine marine ou terrestres. Le groupe libanais du Hezbollah affirme que les gisements de gaz israéliens se trouvent dans les eaux palestiniennes. Il a menacé de cibler les plateformes gazières israéliennes.